# Glypta inculta
Glypta inculta là một loài tò vò trong họ Ichneumonidae.